# Dust II
"Dust II", également connue sous le nom de fichier de_dust2, est une carte de jeu vidéo présente dans la série de jeux de tir à la première personne Counter-Strike. Dust II est le successeur de "Dust", une autre carte de Counter-Strike, et a été développée par David Johnston avant la sortie officielle du jeu original Counter-Strike. Elle a été conçue dans un souci de simplicité et d'équilibre, grâce à son design symétrique et à ses deux points, dont les deux équipes doivent se disputer le contrôle.
La carte a été publiée pour la première fois en mars 2001 pour le jeu original Counter-Strike et est présente dans tous les jeux de la série. En dehors des mises à jour graphiques, elle a subi des changements minimes après sa sortie initiale, avant de recevoir une révision majeure dans Counter-Strike: Global Offensive en octobre 2017. La carte a été populaire auprès des joueurs depuis sa sortie initiale, et sa conception originale et sa révision dans Global Offensive ont été accueillies positivement par les joueurs et les cartographes. 

## Design
Dust II est une carte de jeu vidéo figurant dans la série de jeux de tir à la première personne Counter-Strike. La carte se déroule dans un environnement poussiéreux basé au Maroc, selon Jess Cliffe, co-concepteur du jeu original Counter-Strike. Comme les autres cartes du jeu, les joueurs sont divisés en deux équipes : Terroristes et Contre-Terroristes. Les terroristes disposent d'un temps limité pour poser et faire exploser une bombe ; les contre-terroristes essaient de les empêcher de poser la bombe ou de la désamorcer si elle a déjà été posée. Le camp terroriste doit prendre le contrôle de l'un des deux sites suivants pour poser la bombe ; ces sites sont facilement accessibles aux contre-terroristes au début du tour. La carte comporte quelques points d'étranglement principaux : "Moyen", "Long A" et "Tunnels B". Le créateur de la carte, David Johnston, a écrit à propos de sa disposition : « ... Dust n'était guère plus qu'une figure en huit à laquelle il avait poussé une paire de bras et de jambes, centralisant les batailles mais offrant une marge de manœuvre tactique ».
Les principaux points d'étranglement contiennent des positions et des zones tactiquement importantes. Le centre a trois zones principales : Catwalk, un sentier surélevé qui mène à Short on A site ; Lower Tunnels, un tunnel menant de Middle à Upper Tunnels ; et Middle Doors, qui a un ensemble de doubles portes ouvertes à Middle, qui mène au spawn du Counter-Terrorist. À Long A, il y a encore trois autres zones importantes avant d'approcher le site A. Les longues portes sont les deux ensembles de doubles portes ouvertes qui mènent du lieu de naissance des terroristes à Long A ; la fosse est une zone en pente où les joueurs peuvent se cacher ou s'abriter près des longues portes ; et le lieu de naissance des contre-terroristes, situé à droite de Long A depuis le site A, est l'endroit où les contre-terroristes apparaissent. Les tunnels B ont deux zones principales : les tunnels supérieurs et les tunnels inférieurs. Les tunnels supérieurs mènent au site B ou au spawn des terroristes ; les tunnels inférieurs mènent aux tunnels supérieurs ou au milieu,.
Johnston a déclaré dans un billet de blog que, en créant Dust II, il « devait s'assurer que cette nouvelle carte avait tout en commun avec Dust, sans être réellement Dust ». Il a commencé à identifier ce qui rendait Dust unique et Johnston a conservé les structures simples, les rampes, les caisses et les "portes Dust" ; ce sont des éléments qu'il savait devoir conserver. Cependant, il voulait ajouter d'autres éléments, une zone de combat rapproché et une zone de combat à distance, qui sont devenues les tunnels B et Long A. Par rapport à Dust, il a été patient dans l'utilisation de la fonction "trim", un élément qui sépare certains objets ; il a dit qu'il « a essayé d'utiliser le trim très soigneusement, seulement quand c'était nécessaire, et pas seulement comme remplissage ». Il s'est fixé certaines règles en ce qui concerne le détourage, afin de ne pas en abuser ou de ne pas en sous-utiliser ; en abuser aurait rendu la carte trop complexe et en sous-utiliser l'aurait rendue trop plate. Une autre différence avec Dust est que Dust II n'a pas subi d'autres changements majeurs de mise en page.

## Histoire
Dust II a été développé par David Johnston pour le premier jeu de la série comme une suite conceptuelle à la carte existante de Dust. Johnston l'avait initialement intitulée "Dust 3" parce qu'il ne pensait pas qu'elle était un digne successeur de Dust ; avant le lancement du jeu, elle a été renommée Dust II. La carte a été conçue pour être simple et équilibrée. Lors du développement initial de la carte, le "Long A", un long chemin qui mène au "Site A", n'était pas présent. Au cours du développement, des éléments de la carte tels que des cavernes qui auraient permis de se mettre à couvert, une fenêtre dans le "Site B" et une rampe plus longue dans le Spawn du contre-terroriste vers le Site A ont été supprimés.
Après sa sortie initiale le 13 mars 2001, dans le cadre de Counter-Strike 1.1, la carte n'a subi que des modifications minimes à la suite des mises à jour du reste du jeu, mais a reçu de petites mises à jour graphiques et des changements d'éclairage. Elle a également reçu des mises à jour graphiques dans Counter-Strike: Condition Zero et la version Xbox de Counter-Strike.

### Counter-Strike: Source
Counter-Strike: Source a été autorisé à utiliser le nouveau moteur de jeu Source de Valve et a modifié certaines caractéristiques physiques. Dust II a reçu une mise à jour graphique et de nouveaux objets affectant le gameplay ont été ajoutés. De nouvelles portes ont été ajoutées et une caisse au "Milieu" a été rendue plus facile à escalader. Un plafond surélevé permet de tirer plus facilement depuis le spawn T sur les portes du milieu.

### Counter-Strike: Global Offensive
Counter-Strike: Global Offensive a fait l'objet de mises à jour graphiques supplémentaires et a remplacé toutes les portes en bois par des portes en métal, ce qui les rend beaucoup plus difficiles à pénétrer. Dans une mise à jour du 3 février 2017, Dust II a été retiré du pool compétitif Active Duty, un groupe de cartes sur liste blanche pour les parties professionnelles, dans le mode de jeu compétitif. Elle a été remplacée par "Inferno" et, en même temps, a reçu son propre groupe de cartes exclusives dans les modes de jeu Casual et Deathmatch,.
En octobre 2017, Valve a publié un remake bêta de la carte, qui améliorait la lisibilité, les visuels et les mouvements des joueurs,,. Une semaine plus tard, la version mise à jour a été rendue publique. En avril 2018, la carte a été remise dans le pool compétitif du service actif, en remplacement de "Cobblestone". 